# Péter Eötvös
Pour les articles homonymes, voir Eötvös.
Dans le nom hongrois Eötvös Péter, le nom de famille précède le prénom, mais cet article utilise l’ordre habituel en français Péter Eötvös, où le prénom précède le nom.
Œuvres principales
- Trois sœurs (1998)

Péter Eötvös ([ˈøtvøʃ]) est un compositeur et chef d'orchestre hongrois né le 2 janvier 1944 à Székelyudvarhely (aujourd'hui Odorheiu Secuiesc en Roumanie) et mort le 24 mars 2024 à Budapest (Hongrie).
Il côtoie au début de sa carrière des compositeurs tels que Zoltán Kodály qui l'aident à le faire entrer dans le monde de la musique, et collabore par la suite avec notamment Karlheinz Stockhausen et Pierre Boulez, qui le nomme à la tête de son orchestre, l'Ensemble intercontemporain. Composant aussi bien pour orchestre que pour le théâtre ou avec l'électronique, Péter Eötvös se fait également connaître pour ses opéras, dont son plus grand succès Trois sœurs, en 1998.

## Biographie

### Jeunesse
Péter Eötvös naît le 2 janvier 1944 à Székelyudvarhely, une petite ville de Transylvanie, alors hongroise. Sa petite enfance est marquée par le voyage ; en 1945 sa famille fuit devant les Russes à travers la Hongrie centrale et l'Autriche jusqu'en Allemagne à Dresde notamment. De retour en Hongrie, sa famille lui fait suivre des études musicales précoces. L'abondante littérature pédagogique de Béla Bartók constitue l'un des premiers contacts avec la musique du futur compositeur et deviendra un de ses maîtres à penser ; Péter Eötvös a la sensation d'avoir appris la langue hongroise en même temps que la musique de Béla Bartók (« Elle est notre langue maternelle »[réf. souhaitée]). Il revendique d'ailleurs la spécificité des interprétations « hongroises » de Béla Bartók et Zoltan Kodály (celles de Szell, Fricsay, Ormandy, Solti, Reiner et les siennes) due aux subtilités d'accentuations et de rythmes de la langue hongroise.
Sa mère, pianiste, participait à la vie musicale et intellectuelle de Budapest et emmenait son fils à de nombreuses représentations ou répétitions d'opéra, d'opérette et de théâtre. On peut ainsi expliquer que le compositeur, quarante ans plus tard, ne fasse aucune distinction entre musique légère et musique sérieuse et qu'on retrouve, notamment dans Le Balcon, des « tics » vocaux d'opérette voire de chanson mêlés à un langage harmonique très élaboré avec le plus grand naturel (apparent). Son apprentissage musical se fait tant au piano qu'à travers les pièces qu'il écrit dès son plus jeune âge. Il gagne un prix de composition à onze ans qui commence à en faire un garçon remarqué. Il rencontre alors György Ligeti de vingt-et-un ans son aîné qui lui recommande de se présenter à l'Académie de musique Franz-Liszt de Budapest devant Kodály. Celui-ci était alors selon Ligeti comme « Dieu sur Terre et chacune de ses paroles étaient d'évangile »[réf. nécessaire].

### Apprentissage
Péter Eötvös est brillamment reçu à l'académie Franz-Liszt de Budapest où il étudie entre 1958 et 1965 la composition avec János Viski sur les conseils de Kodály. Il y étudie la musique (contrepoint, fugue, sonate, etc.), plusieurs instruments comme la flûte, le piano et le violon notamment ainsi que la composition et la direction d'orchestre. Cet enseignement typiquement « académique » se double d'une entrée précoce dans la vie active qui va marquer le jeune compositeur.
On fait appel à lui dès 1958 pour accompagner des projections de films en improvisant au piano ou à l'orgue Hammond, puis on lui demande des partitions pour le théâtre et le cinéma. Il composera ainsi jusqu'en 1970 un très grand nombre de partitions « utilitaires », avec lesquelles il gagne sa vie. Il y apprend l'importance du temps grâce à la contrainte d'intervenir une fois la pièce ou le film achevés ; une musique pour une plage de dix secondes ne peut pas déborder sur la onzième. Il y apprend également à manier le bruit comme un son, il est pour lui le ciment de l'unité d'un spectacle, il relie la parole au son. Dans Zero Points notamment, il se souviendra de cette expérience ; l'œuvre débute sur une évocation de count down (décompte) destiné à synchroniser son et image au début d'un film suivi d'un bruitage aux contrebasses dans l'aigu imitant le craquement d'une vieille bande magnétique ou d'un disque noir. De manière générale, il apprend beaucoup de ces expériences et reconnaît y avoir appris à composer dans « tous les styles [et] toutes les atmosphères ».
Pour ses musiques de scène ou de cinéma, Eötvös jouissait d'une grande liberté de moyens notamment pour les effectifs mais était souvent contraint de faire avec ce qu'on lui proposait et de s'en contenter ; cette exigence l'aide plus tard à concevoir ses ouvrages lyriques comme du sur-mesure. Son petit ouvrage lyrique, plus précisément « scène avec musique » que l'on peut au moins associer au théâtre musical, Harakiri créé à Bonn en 1973, est la première tentative du compositeur qui annonce son implication pour l'œuvre scénique. Il est peu après suivi par Radames, créé à Cologne en 1976, également court opéra de chambre.
Durant cette période de plus de dix ans, sa curiosité l'amène à découvrir ce qui constituera son musée sonore personnel : Gesualdo (l'idée de madrigal revient à plusieurs reprises dans son œuvre : Drei Madrigalkomödien, Trois Sœurs), le jazz américain des années 1960, la musique électronique dont la figure de Stockhausen était alors inséparable, Boulez, etc.. Le flot ininterrompu des commandes lui permet d'assimiler et d'appliquer simultanément les nouvelles musiques absorbées. Il fait très vite figure d'enfant terrible à l'académie avec ses compositions avant-gardistes trop occidentales aux oreilles officielles. En témoignent ses propos extraits d'un entretien avec Alain Galliari[citation nécessaire] :

« J'ai d'ailleurs vite compris sur quels enjeux pouvait déboucher ce goût a priori innocent de l'innovation, puisqu'on peut dire que János Viski en est mort d'une crise cardiaque après avoir été violemment pris à partie par le directeur de l'académie, parce que j'écrivais une musique « capitaliste ».(…) Si je veux aujourd'hui me souvenir de ce qui a été pour moi un choc violent, c'est pour donner la mesure du climat qui régnait alors en Hongrie. »

Après l'obtention de son diplôme de composition en 1965, Péter Eötvös sollicite alors une bourse universitaire afin de quitter son pays natal pour étudier à l'étranger, et choisit Hochschule für Musik und Tanz Köln à Cologne où il se forme entre 1966 et 1968 avec Wolfgang von der Nahmer pour la direction d'orchestre et Bernd Alois Zimmermann pour la composition ; il en ressort diplômé de direction d'orchestre avec distinction. Il rencontre en même temps, en 1966, Karlheinz Stockhausen, qui cherchait un copiste, avec qui il collabore par la suite entre 1968 et 1976 et de 1971 à 1979, il travaille avec lui au studio de la WestDeutscher Rundfunk de Cologne. La Hochschule für musik et le studio de la WestDeutscher Rundfunk fonctionnaient alors ensemble, ce qui permettait aux étudiants d'être en contact avec les nouvelles technologies d'informatique musicale. Péter Eötvös sera tour à tour l'ingénieur de Karlheinz Stockhausen, son copiste (la partition de Telemusik est de sa main), son instrumentiste et chef d'orchestre, avec qui il fera de nombreuses tournées, dans lesquelles il joue du piano, des percussions, travaille l'électronique en amont, et dirige. Péter Eötvös reste toujours un de ses interprètes privilégiés, il assurera notamment la création de Donnerstag aus Licht. Avec la « troupe », Eötvös effectuera de nombreux voyages dont celui de six mois au Japon le marquera durablement. Ce séjour à l'occasion de l'exposition universelle d'Osaka sera pour lui un choc, la découverte d'une culture qui le fascine encore. Durant cette période, le jeune compositeur se concentre encore sur la direction d'orchestre plutôt que la composition.

### Consécration
Dans cette effervescence autour d'une figure très charismatique, le jeune musicien d'une trentaine d'années a la sensation d'être à un instant historique déterminant, là où se fait la musique de l'avenir[réf. nécessaire]. Péter Eötvös multiplie les activités et garde peu de temps pour composer pendant que sa renommée de chef d'orchestre commence à dépasser le seul cercle d'initiés stockhauseniens.
En 1978, Pierre Boulez fait appel à lui pour diriger le concert inaugural de l'IRCAM à Paris, pour ce qui est la première direction de haut niveau qui lui est confiée. Il est nommé à la volée directeur musical de l'Ensemble intercontemporain en 1979, poste qu'il occupera jusqu'en 1991, dans lequel il interprète le répertoire musical du xxe siècle. Il est de plus en plus reconnu comme chef d'orchestre et pas seulement par les spécialistes de musique contemporaine puisqu'il dirige aux Proms dès 1980 et est le premier chef d'orchestre à être nommé principal chef invité de l'Orchestre symphonique de la BBC de 1985 à 1988. Cette période est aussi celle de son premier succès en tant que compositeur : Chinese Opera, créé à Paris en 1986, écrit pour les dix ans de l'Ensemble Intercontemporain, constitue une réflexion sur la théâtralité du son même, la dimension dramatique est assurée par le sonore seul sans texte ni argument. Dans cette œuvre, le compositeur a voulu rendre l'effet d'un plus grand effectif et a pour cela utilisé une technique inspirée de la stéréo, répartissant dans l'espace les instruments — on retrouvera des procédés analogues dans Trois sœurs. Les mouvements sont des hommages à des metteurs en scène qu'il admire : Bob Wilson, Klaus Michael Grüber, Luc Bondy, Patrice Chéreau, Jacques Tati et Peter Brook. Eötvös a par exemple été particulièrement sensible à la manière qu'a Peter Brook de commencer ses spectacles, ce qui l'invite à s'interroger particulièrement sur le début de ses œuvres.
Un compositeur capable de prendre des leçons de composition musicale de la part d'un metteur en scène ne peut qu'intéresser Jean-Pierre Brossmann, alors directeur de l'opéra national de Lyon. Sur les conseils de Kent Nagano, il lui passe commande d'un opéra en 1986 : il s'agit de Trois Sœurs d'après Anton Tchekhov, son premier opéra d'envergure, qui par la suite, parvient à entrer dans le répertoire internationa et est produit sur différentes scènes lyriques dans le monde. En 1991, il crée l'International Eötvös Institute Foundation, destiné à soutenir de jeunes chefs d'orchestres et compositeurs de musique contemporaine. De 1992 à 1998, il enseigne à la Hochschule für Musik de Karlsruhe et de 1998 à 2001 à celle de Cologne, dans laquelle il s'est formée, et retourne à la première entre 2002 et 2007. En 1994, il est nommé directeur musical de l'Orchestre de chambre de la Radio néerlandaise à Hilversum. En 2004, il est de nouveau l'initiateur, cette fois avec Maria Eötvös-Mezei, de la Contemporary Music Foundation, à Budapest. Le compositeur se veut défenseur de la musique contemporaine et à l'avant-garde des tendances, et pour ce faire, il crée durant sa carrière des dizaines d'ouvrages de compositeurs de son époque.

### Mort
Péter Eötvös meurt le 24 mars 2024 à Budapest, à l'âge de 80 ans,.

## Distinctions
- Membre de l'Académie des arts de Berlin (1997)[7]
- Prix Bartok-Pasztory (1997)
- Prix Kossuth (2002)
- Citoyen d'honneur de Budapest (2003)
- Grand Prix Antoine Livio de la Presse musicale internationale (2006)
- Prix de composition musicale de la Fondation Prince Pierre (2008)
- Lion d'or de la Biennale de Venise pour l'ensemble de sa carrière (2011)[8]
- Commandeur des Arts et des Lettres (2013)
- Grand-croix de l'ordre de Saint-Étienne de Hongrie (2015)
- Grand Prix artistique (composition musicale) de la Fondation Simone et Cino Del Duca (2016)

Il est lui-même membre du jury du prix de composition Tōru Takemitsu en 2014[réf. souhaitée].

## Œuvre

### Œuvres scéniques
Le premier opéra d'envergure de Péter Eötvos, Trois Sœurs d'après Anton Tchekhov, créé à Lyon en 1998, réussit tout de suite à s'imposer comme un ouvrage important, et par la suite arrive à entrer dans le répertoire international, produit sur différentes scènes lyriques dans le monde. En 2008, il y crée également deux autres opéras Lady Sarashina d'après la vie de Sugawara no Takasue no Musume et Love and Other Demons. Le compositeur se concentre sur l'adaptation de livret issu de la littérature, en comptant sur son expérience dans le domaine du cinéma et du théâtre. Il n'hésite pas à produire des versions différentes de ses ouvrages en fonction du lieu et du public devant lesquels ils sont joués. En termes musicaux, et dans la suite logique de son parcours à l'Ircam notamment, il emploie l'informatique musicale pour spatialiser le son dans la salle au moyen de haut-parleurs installés dans celle-ci.
- Sleepless, d'après Jon Fosse, créé en 2021 à Berlin.
- Senza sangue, opéra (2015 Cologne, 2016 Festival d'Avignon).
- Der goldene Drache, opéra (2013/2014, par l'Ensemble Modern).
- Paradise Reloaded (Lilith), créé en 2013 à Vienne.
- Die Tragödie des Teufels, opéra (février 2010, Bayerische Staatsoper).
- Lady Sarashina (2007). Opéra en neuf tableaux. Livret de Mari Mezei d'après As I crossed Bridge of dreams, fragments du journal de Lady Sarashina (Japon, 1008), scénographie et chorégraphie d'Ushio Amagatsu. Création le 4 mars 2008 à Lyon.
- Love and Other Demons (2007). Opéra en deux actes. Œuvre scénique créée le 10 août 2008 à Lewes dans le cadre du Festival de Glyndebourne, livret de Kornél Hamvai d'après le roman de Gabriel García Márquez.
- Angels in America (2002-2004). Opéra en deux parties, livret de Mari Mezei d’après la pièce de Tony Kushner. Création le 28 novembre 2004 à Paris au Théâtre du Châtelet.
- Le Balcon (2001-2002). Opéra en dix tableaux. Livret de Françoise Morvan avec la collaboration de Peter Eötvös et André Markowicz d'après Le Balcon de Jean Genet. Œuvre scénique créée le 5 juillet 2002 à Aix-en-Provence sous la direction du compositeur.
- As I Crossed a Bridge of Dreams (1998–1999) Œuvre scénique pour voix solistes et dix instruments.
- Trois sœurs (1996-1997). Opéra en trois actes d'après les Trois Sœurs d'Anton Tchekhov. Livret de Claus Henneberg et Peter Eötvös, scénographie et chorégraphie d'Ushio Amagatsu. Création le 13 mars 1998 à Lyon.
- Radamès (1975/1997), opéra de chambre (35 minutes). Musique vocale avec neuf instruments sur un livret du compositeur.
- Harakiri (1973), opéra de chambre (20 minutes). Musique vocale avec neuf instruments sur un livret d'István Bálint.

### Œuvres orchestrales
- Multiversum, pour orgue, orgue Hammond et orchestre (2017)
- Dialog mit Mozart (2016)
- Halleluja - Oratorium balbulum (2015)
- Hommage à Domenico Scarlatti (2013)
- Speaking Drums (2012/13)
- DoReMi (concerto pour violon n° 2) (2011)
- Cello Concerto Grosso (2011)
- Levitation (2007)
- Konzert für zwei Klaviere (2007)
- Seven (2006)
- CAP-KO, concerto pour piano, clavier et orchestre (2005)
- Jet Stream, concerto pour trompette (2002)
- IMA, pour chœur et orchestre (2002)
- ZeroPoints, pour orchestre (1999)
- Two Monologues, pour baryton et orchestre (1998)
- Replica, concerto pour alto (1998)
- Atlantis, pour orchestre(1995)
- Psychokosmos, concerto pour tympanon (1993)
- Chinese Opera, pour orchestre de chambre (1986)
- Concerto pour harpe, dédié à Xavier de Maistre (2024)

### Ensemble
- Da capo (Mit Fragmenten aus W. A. Mozarts Fragmenten), pour cymbalum ou marimba et ensemble (2014)
- Dodici (2013)
- Octet (2008), pour cuivres
- Octet, pour soprano et huit cuivres (2008)
- Sonata per sei (2006)
- Snatches of a conversation, pour ensemble (2001)
- Paris–Dakar, pour ensemble (2000)
- Shadows, pour flûte, clarinette et ensemble (1996)
- Psy, première version pour harpe, flûte alto/piccolo et alto ; seconde pour harpe, flûte alto/piccolo et violoncelle (1996)
- Triangel, percussion et ensemble (1993)
- Brass – The Metal Space, Actions pour sept cuivres et deux percussionnistes sans chef (1990)
- Steine, pour ensemble instrumental (1985–90)
- Windsequenzen, pour ensemble instrumental (1975/1987)
- Intervalles-Interieurs, ensemble et électronique (1981)

### Musique vocale
- Die lange Reise (2014)
- Herbsttag (2011)
- Schiller, energische Schönheit (2010)
- Solitude / Egyedül (1956/2006)
- Drei Madrigalkomödien, pour 12 voix :
  - Insetti galanti (1970–90)
  - Hochzeitsmadrigal (1963–1976)
  - Moro Lasso (1963–1972)

### Musique de chambre et œuvres solo
- The Sirens Cycle, soprano et quatuor à cordes (2015/2016)
- Molto Tranquillo, trio (2015)
- Para Paloma, violon solo (2015)
- O rose!, piano solo (2015)
- A Call, violon solo (2015)
- Lectures différentes, quatuor de saxophones (2014)
- New Psalm, percussion solo (2012/2013)
- Dances of the Brush-footed Butterfly, piano solo (2012)
- Cadenza, flûte solo (2008)
- Natasha, soprano, violon, clarinette et piano (2006)
- Erdenklavier-Himmelklavier nr. 2, piano solo (2003/2006)
- Encore, quatuor à cordes (2005)
- Un taxi l´attend, mais Tchékhov préfère aller à pied, piano solo (2004)
- Erdenklavier-Himmelklavier nr. 1., piano solo (2003)
- Zwei Promenaden, percussion, clavier et tuba (1993/2001)
- Derwischtanz, pour une ou trois clarinettes (1993/2001)
- Kosmos, un ou deux pianos (1961/99)
- Two Poems to Polly, violoncelle solo (1998)
- Psalm 151, pour percussion (1993)
- Thunder, timbales solo (1993)
- Korrespondenz, quatuor à cordes (1992)
- 5 Klavierstücke, piano solo (1959/1960/1961)

### Électronique
- Psy, tape (1996)
- Elektrochronik, bandes (1974)
- "Now, Miss!", violon, synthétiseur et bandes (1972)
- Music for New York (1971)
- Cricketmusic, bandes (1970)
- Mese (Märchen /Tale/Conte), bandes (1968)

### Théâtre et musique de film
- Sándor Sára : Könyörtelen idök - Relentless Times (1991)
- Judit Elek : Tutajosok Raftsmen (1990)
- Sándor Sára : Tüske a köröm alatt - Thorn Under the Nail (1987)
- Károly Makk : Macskajáték - Cat´s Play (1974)
- Mihály Szemes : Az alvilág professzora - The Professor of Inferno (1969)
- Ferenc Kardos : Egy örült éjszaka - A Crazy Night (1969)
- János Tóth : Aréna - Arena (1969)
- Zoltán Huszárik : Amerigo Tot (1969)
- Shakespeare : Téli rege - The Winter´s Tale (1969)
- Shakespeare : Athéni Timon - Timon of Athens (1969)
- Katona : Bánk bán (1968)
- Foltos és Fülenagy - Spotty and Bigears (1966)
- János Szücs : Szomjuság - Thirst (1965)
- Oláh Gábor : Három kivánság (1965)
- Hét szem mazsola - Seven Raisins (1965)
- Ellopott bejárat - Stolen Entrance (1965)
- Anouilh : Becket (1965)
- Madách : Az ember tragédiája - Tragedy of Man (1964)
- Lermontov : Hóvihar - The Storm (1964)
- Pirandello : Hat szerep keres egy szerzöt - Six Characters in Search of an Author (1964)
- István Szabó : (1964)
- Iván Lakatos : Mozaik - Mosaic (1964)
- Twist Oliver - Oliver Twist (1963)
- Tennessee Williams : Üvegfigurák- The Glass Menagerie (1963)
- O'Neill : Amerikai Elektra - Mourning Becomes Electra (1963)
- Pál Gábo r: Aranykor - Golden Age (1963)
- Zoltán Fábri : Nappali sötétség - Darkness at Noon (1963)
- István Bácskay-Lauro : Igézet - Spell (1963)
- János Rózsa : Tér - Space (1962)
- Pál Gábor : Prometeusz - Prometheus (1962)
- Pál Gábor : A megérkezés - The Arrival (1962)
- Károly Esztergályos : Ötödik pozicióban - In Fifth Position (1962)
- Büchner : Leonce és Léna - Leonce and Lena (1961)
- Sean O'Casey : Az ezüst kupa - The Silver Tassie (1961)

### Film-portrait et film documentaire
- The Seventh Door
- En souvenir de Trois Sœurs
- Talentum
- Trois Sœurs - film opéra
- Le Balcon - film opéra
- Angels in America - film opéra